# Alain Rey (Lexikograf)

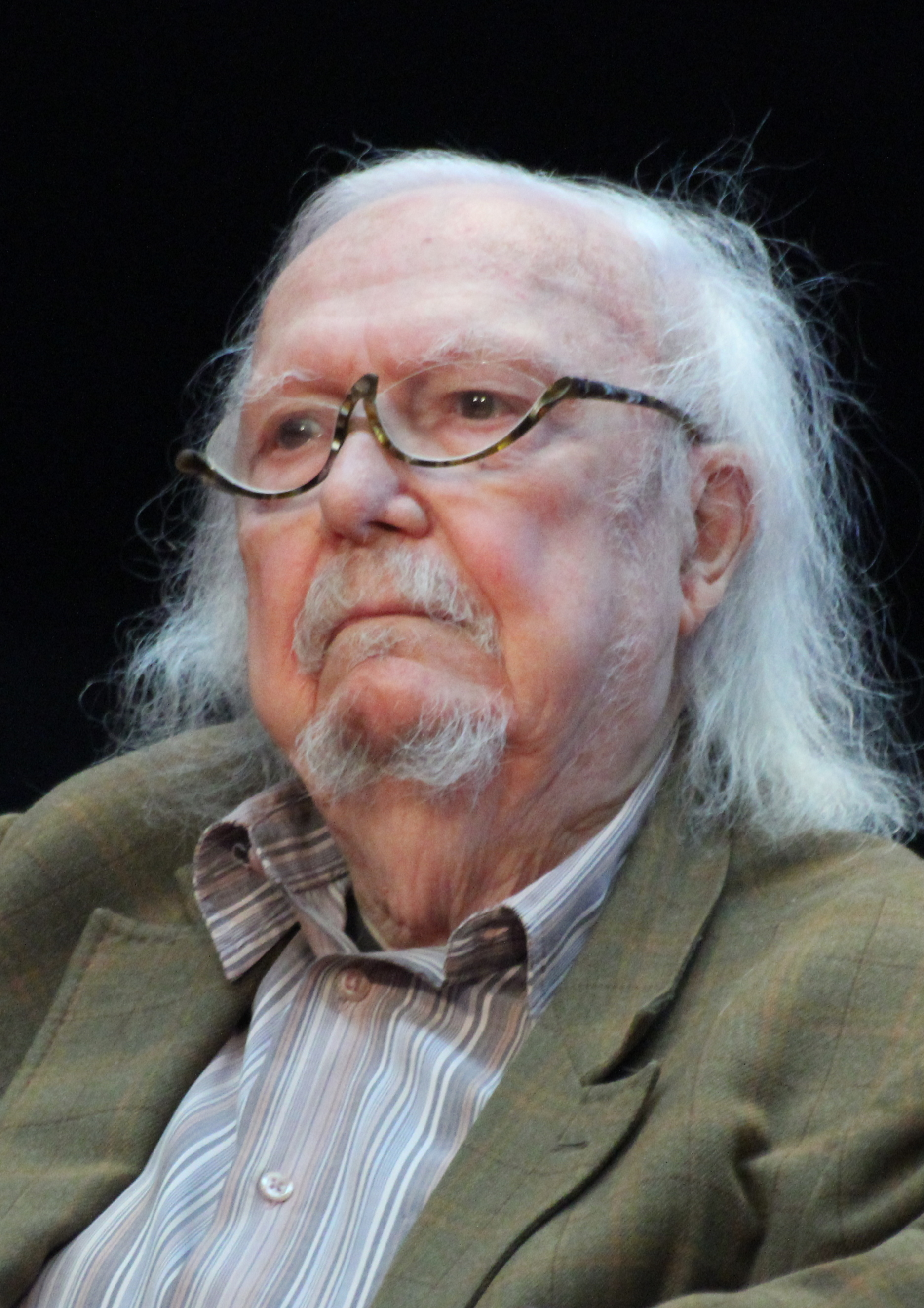
Alain Rey (2014)

Alain Rey (* 30. August 1928 in Pont-du-Château; † 28. Oktober 2020 in Paris) war ein französischer Lexikograf und Gelehrter.

## Leben und Werk
Nach einem Studium der Literaturwissenschaft wurde Alain Rey 1952 der erste Mitarbeiter des von Paul Robert in Algier begonnenen bedeutenden Wörterbuchprojekts Dictionnaire alphabétique et analogique de la langue française und bald der führende Kopf des pionierhaften Unternehmens, das 1964 mit Erscheinen des sechsten Bandes abgeschlossen wurde. Unter seiner Leitung (und inzwischen ohne Zutun von Paul Robert selbst, der sich nur noch um die Vermarktung kümmerte) wurde auf der Basis dieses mehrbändigen Wörterbuchs (seither bekannt als Grand Robert) das einbändige 2000 Seiten starke Kompaktwörterbuch Le Petit Robert erstellt. Am 17. März 1967 erschienen, füllte es die Marktlücke eines wissenschaftlich begründeten einbändigen Wörterbuchs und wurde zu einem der größten Wörterbucherfolge überhaupt.
Neben diesen Aushängeschildern des Verlags Le Robert, die er in vielen Auflagen betreute und mit informationsreichen Einführungen versah, entwickelte Alain Rey allein oder mit anderen eine Fülle weiterer Wörterbücher und Lexika in den Bereichen Argot, Idiomatik, Wortgeschichte, Kulturgeschichte, Literaturgeschichte und allgemeine Biografie. Zusätzlich war er über Jahrzehnte durch tägliche Wortglossen in den Medien präsent, sammelte sie in Taschenbüchern und wurde so zur prominenten Persönlichkeit.
Parallel zur lexikografischen Tätigkeit erarbeitete er sich autodidaktisch ein erhebliches sprachwissenschaftliches und sprachhistorisches Wissen, reflektierte seine Wörterbucharbeit theoretisch (bis hin zum Bereich der Terminologie) und begann in den 1960er Jahren eine über fünf Jahrzehnte dauernde wissenschaftliche und essayistische Publikationstätigkeit, die dem akademisch wenig qualifizierten Autor die Anerkennung der Fachwelt eintrug. Darüber hinaus wurde er auf vielen Kongressen wegen seiner außerordentlichen rhetorischen Begabung bewundert.
Mit seiner antipuristischen Grundhaltung geriet er zeitweilig in Gegensatz zur Académie française, doch fehlte es nicht an öffentlicher Anerkennung. So war er unter anderem Offizier der Ehrenlegion und Ehrendoktor der Universität Montreal (2008). Noch zu Lebzeiten verlieh ihm seine Heimatstadt das Ehrenbürgerrecht. Als er im Alter von 92 Jahren starb, würdigte ihn die französische Kulturministerin in einer Pressenotiz. Die Mediathek von Pont-du-Château trägt seinen Namen.
Rey war in erster Ehe mit der Lexikografin und Sprachwissenschaftlerin Josette Rey-Debove verheiratet.

## Weitere Wörterbücher
- Dictionnaire historique de la langue française
- Dictionnaire culturel en langue française